# Chhurpi
Il chhurpi (in nepalese: छुर्पी) è un formaggio a base di latte di yak o di chauri prodotto e consumato nella regione himalayana.

## Varietà

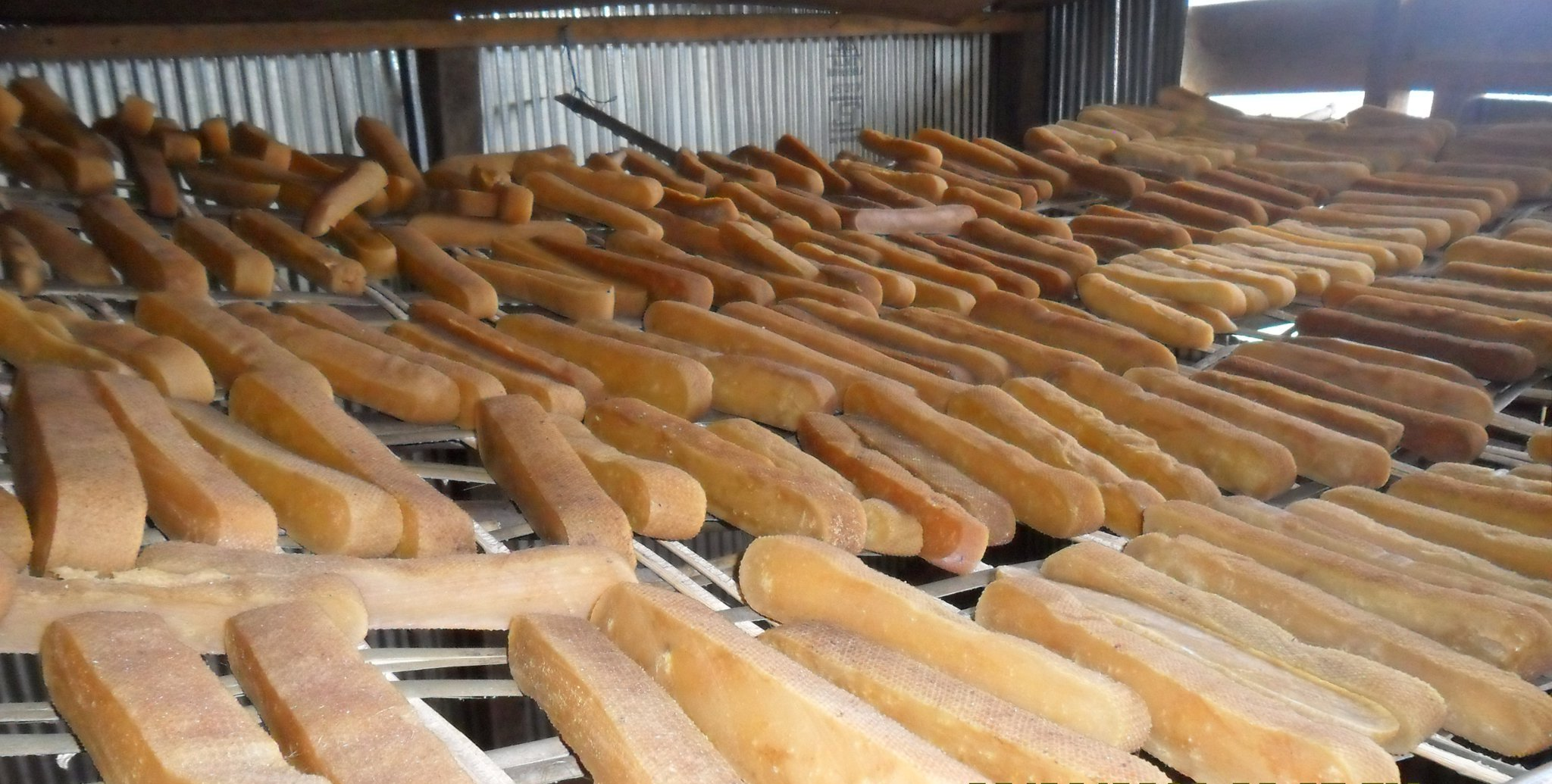
Produzione nepalese

Esistono due varietà di chhurpi - varietà fresca (tipo latticino) e la varietà stagionata detta "dura" che è spesso masticata per mantenere la salivazione soprattutto durante un escursionismo. Queste due varietà sono disponibili nei mercati in Nepal (denominato chhuga chhurpi o semplicemente chhurpi), in Bhutan (chiamato durukhowa o durukho), nel distretto di Darjeeling e nel Sikkim in India. Nella varietà dura, sua forma è principalmente rettangolare con una lunghezza di circa 7-7,5 cm e tra 5,5 e 6,5 cm di larghezza e con uno spessore compreso tra 1 e 3,5 cm. Il suo peso medio è di circa 75 g.
In cucina, il chhurpi grattugiato è utilizzato come condimento nella minestra dove dà un sapore affumicato.